# Andrzej Krzak
Andrzej Stanisław Krzak (ur. 8 maja 1941 w Głuszynie, zm. 13 marca 2025) – polski lekarz, senator IV kadencji.

## Życiorys
Szkołę podstawową ukończył w Kuźnicy Grabowskiej. W 1963 został absolwentem Wydziału Lekarskiego Akademii Medycznej w Poznaniu, w 1977 uzyskał stopień naukowy doktora nauk medycznych. Specjalizował się w zakresie medycyny sądowej i chorób wewnętrznych. W 1967 został pracownikiem szpitala miejskiego w Ostrowie Wielkopolskim, był długoletnim kierownikiem zakładu patomorfologii. W latach 2002–2003 pełnił obowiązki dyrektora szpitala, a w latach 2003–2008 sprawował funkcję zastępcy dyrektora do spraw lecznictwa.
Działał w samorządzie lekarskim; pełnił funkcje wiceprezesa Wielkopolskiej Izby Lekarskiej, przewodniczącego delegatury Wielkopolskiej Izby Lekarskiej w Ostrowie Wielkopolskim i zastępcy rzecznika odpowiedzialności zawodowej Naczelnej Izby Lekarskiej. Udzielał się też w Stowarzyszeniu Wychowanków „Alma Mater Ostroviensis”.
W latach 1997–2001 był senatorem IV kadencji wybranym z ramienia Akcji Wyborczej Solidarność w województwie kaliskim. Był członkiem Komisji Zdrowia, Kultury Fizycznej i Sportu oraz Komisji Spraw Emigracji i Polaków za Granicą.  Bez powodzenia ubiegał się o reelekcję z ramienia Bloku Senat 2001. Należał do Porozumienia Centrum, później był członkiem PPChD.
W 2001 ufundował tablicę na frontonie szkoły w Kuźnicy Grabowskiej, upamiętniającą nauczycieli zamordowanych w Katyniu.
Pochowany został na cmentarzu przy ulicy Limanowskiego w Ostrowie Wielkopolskim.